# Kaolinowo
Kaolinowo (bułg. Каолиново) – miasto w północno-wschodniej Bułgarii, znajdujące się w obwodzie Szumen. Jest ośrodkiem administracyjnym gminy Kaolinowo.
Historyczna nazwa miejscowości do 1934 roku to Szumnobochczalar, wywodząca się z języka tureckiego.
Mieszkańcy są wyznania islamskiego i prawosławnego.